# موسيقى الأثاث

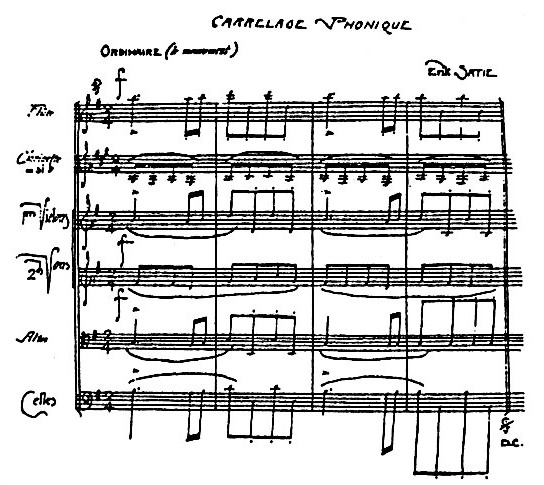
في هذه الصورة نظهر لكم شكل ترتيب موسيقى الاثاث

موسيقى الأثاث ، أو في الموسيقى الفرنسية d’ameublement (أحيانًا تُترجم حرفيًا كموسيقى تأثيث) ، هي موسيقى خلفية يتم عزفها في الأصل بواسطة فناني الأداء الحي.  صاغ المصطلح إريك ساتيه في عام 1917.

## مؤلفات ساتيه

### الموسيقى
على الرغم من أنه يمكن تجربة اختيارات أخرى من موسيقى إريك ساتيه ويشار إليها أحيانا كموسيقى أثاث، إلا أن ساتي نفسه طبق الاسم فقط على خمس قطع قصيرة، تتألف من ثلاث مجموعات منفصلة، منها مجموعة تعتمد على آلات الفلوت والكلارينيت والأوتار، بالإضافة إلى البوق، يتم عزفها خلال وصول الضيوف (حفل استقبال كبير) في الدهليز، لكن يبدو أن المجموعة الأولى لم تؤد أبدًا (ولم تُنشر النتيجة) خلال حياة ساتي.
احتوت المجموعة الثانية على ألحان الشعبية من تأليف عدة موسيقيين منهم كامي سان صانز وأمبرواز توماس. تم عرضها لأول مرة في باريس عام 1920 في العام الذي تم تأليفه فيه، كموسيقى استراحة لكوميديا مفقودة لماكس جاكوب. كما ألف مقطوعات أخرى تعتمد على البيانو والكلارينيت والترومبون يمكن عزفها أثناء الغداء أو حفلة زواج.

### نشر المؤلفات
لمدة ربع قرن بعد وفاة الملحن، ظلت جميع القطع الموسيقية للأثاث مخفية عن عامة الناس، بصرف النظر عن ذكرها في السير الذاتية المبكرة لساتي. بحلول نهاية الستينيات، بدأت أجزاء من موسيقى الأثاث في الظهور كـ نسخة طبق الأصل بالفاكس لمقالات صحفية وسير ساتي الذاتية الجديدة. تبع ذلك أول نشر كامل للمجموعتين 1 و3 في أوائل السبعينيات. لم يكن هناك نشر كامل للمجموعة الثانية قبل السنوات الأخيرة من القرن العشرين.

## إحياء الموسيقى
بعد عدة عقود من وفاة ساتي، تم إحياء موسيقى الأثاث، ويرجع ذلك إلى حد كبير إلى الملحن الأمريكي جون كيج، كنظرية الملحن للموسيقى الخلفية البسيطة. ظهرت موسيقى الأثاث كمنصة إطلاق للموسيقى الحدنوية / التجريبية / الطليعية لأنها كانت أول حالة يتم فيها تشغيلالموسيقى أو إنتاجها خارج السياق: ليس كقطعة مركزية ولكن كخلفية دماغية.
تم التقاط هذه الأفكار وغيرها من الأفكار ذات الصلة من قبل العديد من الملحنين في مدرسة الموسيقى الكلاسيكية الجديدة / 20 في القرن العشرين، مما يبرز الجو والملمس على الشكل والحركة التقليديين. لم يتم ترسيخ المراجع البسيطة والمفارقات التاريخية حتى قام الملحن جون كيج بأداء قطعة ساتي "الخفية"مضايقات 840 مرة كما طلبت ملاحظات ساتي المكتوبة على الموسيقى الورقية الأصلية.